# 1993년 대한민국 국회의장 보궐선거
제14대 국회 전반기 의장 보궐선거는 박준규 국회의장의 사퇴로 공석이 된 국회의장을 선출하기 위해 1993년 4월 27일 실시되었다.
선거 결과 6선의 이만섭 민주자유당 의원이 국회의장에 당선되었다.

## 선거 제도
국회의 의장 및 부의장은 국회의원들의 무기명 투표로 선출하되 만약 1차 투표 결과 재적 의원의 과반을 득표한 자가 없으면 2차 투표를 실시하고, 2차 투표에서도 과반 득표자가 나오지 않을 시 최고득표자와 차점자에 대하여 3차 결선 투표를 실시하되 이 경우 단순 다수 득표자를 당선자로 하도록 되어있었다.

## 배경

### 1993년 국회의원 재산 공개
1993년 2월 25일 출범한 김영삼 정부는 부정 부패 방지를 위해 국회의원 및 1급 이상 고위공직자 전원의 재산을 공개할 것을 공약하였다. 김영삼 대통령은 2월 27일, 황인성 국무총리와 이회창 감사원장이 3월 6일 재산을 자진 공개하면서 재산 공개는 본격적으로 추진되었다. 당초 여당 내부에서는 민정계와 공화계를 중심으로 "돈 있는 게 무슨 죄냐"며 국회의원 재산 공개를 반대하는 목소리가 나오기도 했으나, 2월 27일 김영삼 대통령이 공개한 재산 내역과 3월 12일 김종필 민주자유당 대표와 김영구 원내총무, 최형우 사무총장, 김종호 정책위 의장이 공개한 재산 내역에서 금융 자산, 소장 예술품 등이 포함되지 않은 것으로 나타나자 분위기는 급속도로 진정되었다.
결국 민주자유당은 3월 22일 아직 재산 공개를 하지 않은 소속 국회의원 153명과 당무위원 8명 등 총 161명의 재산을 일괄 공개하였다. 그러나 김진재, 이명박 등 재력가로 알려진 의원들의 재산이 생각보다 적게 신고되어 재산을 속여 신고한 게 아니냐는 의혹이 제기되기도 하였다. 역시 대부호로 알려진 박준규 국회의장은 예상보다 적은 41억 8천만원을 신고했는데, 이 과정에서 투기, 탈세, 재산 축소 신고 등의 의혹이 불거지게 되었다. 박준규 의장의 재산 중에는 부인과 자녀의 명의로 된 부동산의 규모가 상당한 것으로 나타났는데, 박준규 의장은 아들의 재산은 모두 상속세를 성실히 납부하고 물려준 것이라고 말하는 등 가족 명의의 재산에 대해 문제가 없다고 주장하였다. 그러나 박준규 의장은 아들 박종보 씨가 미성년자일 때부터 박종보 씨 명의로 금싸라기 토지를 매입해온 것으로 드러나 상속세 및 증여세 회피를 위해 편법을 저지른 것이 아니냐는 의혹을 피할 수 없게 되었다.

### 박준규 국회의장 사임
청와대와 민주자유당 지도부는 박준규 의장을 비롯해 유학성, 김문기, 김재순 등 비리 의원들에게 사퇴를 권고하기로 하였다. 박준규 의장은 3월 24일 국회의장직 사퇴를 선언하였으나, 당 지도부의 의원직 사퇴 권고는 "불명예스러운 퇴진에는 응할 수 없다"며 거부하였다. 당과의 갈등 끝에 박준규 의장은 3월 29일 민주자유당을 탈당하였다.
박준규 의장은 1993년 4월 24일 국회에 국회의장직 사퇴서를 제출하였으며, 이를 두고 4월 27일 국회 본회의에서 무기명 표결을 실시한 결과 출석 의원 과반수가 찬성하여 박준규 의장 사임안은 가결되었다.
| 가부   | 득표 | %    | 비고 |
| ------ | ---- | ---- | ---- |
| 가     | 191  | 71.3 | 가결 |
| 부     | 68   | 25.4 |      |
| 기권   | 7    | 2.6  |      |
| 무효   | 2    | 0.7  |      |
| 투표수 | 268  | 100  |      |

## 후보

### 민주자유당
박준규 의장의 사퇴가 공식화되고 민주자유당은 후임 국회의장 후보를 물색하였다. 김재순 전 국회의장은 역시 재산 공개 파문으로 정계를 은퇴하게 되어 후보군에서 제외되었으며, 황낙주, 이종근, 이만섭 등이 후임 국회의장으로 거론되고 있는 것으로 알려졌다.
민주자유당의 김영삼 총재와 김종필 대표는 4월 1일 주례 회동을 갖고 이만섭 의원을 신임 국회의장 후보로 내정하였다.

## 선거 결과
전국구의 이만섭 민주자유당 의원이 당선되었다.
| 후보   | 소속       | 득표 | %    | 비고 |
| ------ | ---------- | ---- | ---- | ---- |
| 이만섭 | 민주자유당 | 217  | 73.3 | 당선 |
| 홍영기 | 민주당     | 8    | 2.7  |      |
| 황낙주 | 민주자유당 | 5    | 1.7  |      |
| 정대철 | 민주당     | 4    | 1.4  |      |
| 박준규 | 무소속     | 3    | 1.0  |      |
| 강부자 | 통일국민당 | 2    | 0.7  |      |
| 김종필 | 민주자유당 | 1    | 0.3  |      |
| 김충현 | 민주당     | 1    | 0.3  |      |
| 이종근 | 민주자유당 | 1    | 0.3  |      |
| 최낙도 | 민주당     | 1    | 0.3  |      |
| 조홍규 | 민주당     | 1    | 0.3  |      |
| 김용태 | 민주자유당 | 1    | 0.3  |      |
| 김기배 | 민주자유당 | 1    | 0.3  |      |
| 이윤수 | 민주당     | 1    | 0.3  |      |
| 기권   | 기권       | 13   | 4.4  |      |
| 무효   | 무효       | 9    | 3.0  |      |
| 결석   | 결석       | 27   | 9.1  |      |
| 재적   | 재적       | 296  | 100  |      |